# Porthcawl
Porthcawl is een plaats in de Welshe county borough Bridgend. Porthcawl telt 16.000 inwoners.
Aan de kust ligt de Royal Porthcawl Golf Club, waar veel nationale en internationale toernooien gespeeld zijn.
Toen in mei 1940 troepen van Nazi-Duitsland Nederland binnenvielen, lukte het een groep van 1460 militairen uit handen van de vijand te blijven. Zij maakten de overtocht naar Engeland en werden tijdelijk ondergebracht in kamp DanYGraig in Porthcawl. Een Delfts blauwe plaquette uit 1950 herinnert aan hun verblijf. In 1941 werd uit dit detachement de Prinses Irene Brigade opgericht.

## Geboren
- Brian Huggett (1936-2024), golfprofessional
- Matthew Gravelle (24 september 1976), acteur
- Jason Hughes (18 december 1971), acteur